# Synechocryptus
Synechocryptus is een geslacht van insecten uit de orde vliesvleugeligen (Hymenoptera) en de familie Ichneumonidae.

## Soorten
- S. erberi (Tschek, 1871)
- S. latitarsis Schwarz, 1997
- S. levaillantii (Lucas, 1849)
- S. mactator (Tschek, 1871)
- S. persicator Aubert, 1986
- S. sanguinolentus (Gravenhorst, 1829)
- S. subtegularis Schwarz, 2005